# Валтер Шотки
Валтер Херман Шотки (на немски: Walter Hermann Schottky) е немски физик с голям принос към йонните и електронни емисии, който в 1915 година изобретява електронната лампа с екранираща решетка, а през 1919 година пентода – електронна лампа с 5 електрода.
През 1924 г. в сътрудничество с други специалисти изобретява вид електродинамичен микрофон. През 1938 г. Шотки формулира теория, предсказваща ефекта на Шотки. Откритието на принципа за суперхетеродинното приемане и създаването на суперхетеродинния радиоприемник обикновено се приписва на Едуин Армстронг, но Шотки публикува статия, от която се вижда че е изобретил нещо много сходно.
Неговият баща е професор по математика. Има един брак, двама сина и една дъщеря. Валтер Шотки умира през 1976 година на 89 години.